# Nueva Palmira
Nueva Palmira ist eine Stadt im Südwesten Uruguays.

## Geographie
Die Stadt liegt auf dem Gebiet des Departamento Colonia am östlichen Ufer des Río Uruguay, der gleichzeitig die Grenze zum Nachbarland Argentinien bildet, sowie gegenüber dem Mündungsdelta des Río Paraná. Sie befindet sich nordwestlich der Stadt Carmelo. An der Nordgrenze der Stadt, die vom Arroyo del Sauce gebildet wird, verläuft die Grenze zum Departamento Soriano. Die Entfernung zur südöstlich gelegenen Landeshauptstadt Montevideo beträgt etwa 280 km.

## Geschichte
Die Stadt wurde am 26. Oktober 1831 durch Felipe Santiago Torres Leiva gegründet. In den 1990er Jahren wurde der Hafen von Nueva Palmira Bolivien zur Verfügung gestellt, jedoch von diesem nie benutzt. Bolivien hatte aufgrund seiner Niederlage im Salpeterkrieg 1884 den Zugang zum Meer verloren, seinen Anspruch darauf aber nie aufgegeben. Unter den Präsidenten Evo Morales (Bolivien) und Tabaré Vázquez (Uruguay) wurde die Vereinbarung der kostenfreien Nutzung erneuert.

## Wirtschaft und Infrastruktur

### Bildung
Nueva Palmira verfügt mit dem 1941 gegründeten Liceo de Nueva Palmira „Dr. Medulio Pérez Fontana“ über eine weiterführende Schule (Liceo).

### Verkehr
Nueva Palmira ist durch die Straßen Ruta 12 und Ruta 21 an das Straßennetz angebunden.
Aufgrund ihrer strategisch günstigen Lage im Mündungsdelta der Flüsse Río Uruguay und Río Paraná und deren Übergang in den Río de la Plata verfügt die Stadt über einen bedeutenden Hafen.

## Einwohner
Mit einer Einwohnerzahl von 9.857 (Stand: 2011), davon 4.852 männliche und 5.005 weibliche Einwohner, ist sie eine der größeren Städte innerhalb des Departamentos.
| Jahr | Einwohner |
| ---- | --------- |
| 1963 | 6.306     |
| 1975 | 7.146     |
| 1985 | 7.151     |
| 1996 | 8.339     |
| 2004 | 9.230     |
| 2011 | 9.857     |

Quelle: Instituto Nacional de Estadística de Uruguay

## Stadtverwaltung
Bürgermeister (Alcalde) von Nueva Palmira ist Andrés Passarino.

## Söhne und Töchter der Stadt
- Joaquín Aguirre (* 1991), Fußballspieler
- Álvaro Fernández (* 1985), Fußballspieler
- Claudio Flores (* 1976), Fußballspieler
- Gianni Guigou (* 1975), Fußballspieler
- Nicolás Guirin (* 1995), Fußballspieler
- Sergio Rochet (* 1993), Fußballspieler